# Gegard Mousasi
Gegard Mousasi (Teheran, 1 augustus 1985) is een Nederlands MMA-vechter van Armeense afkomst. Hij was tweevoudig wereldkampioen middengewicht bij Bellator MMA. Hiervoor was hij kampioen bij MMA-organisaties Strikeforce (lichtzwaargewicht), Cage Warriors (middengewicht) en Dream (lichtzwaargewicht en middengewicht). Hij vocht in de periode 2013–2017 bij de UFC.

## Carrière
Mousasi werd  tijdens de Irak-Iranoorlog geboren in Iran als zoon van Armeense ouders. Hij verhuisde op achtjarige leeftijd met zijn familie naar Leiden. Hij begon op achtjarige leeftijd judo te beoefenen en op vijftienjarige leeftijd met boksen. Twaalf maanden later werd hij amateurbokskampioen van Nederland met een staat van dienst van 12-1, waarvan negen overwinningen door knock-out. Daarna wijdde hij zich aan het kickboksen en begon hij ook mixed martial arts te beoefenen. Zijn oudere broer Gewik was al een MMA-vechter en Gegard besloot in zijn voetsporen te treden.
Mousasi debuteerde op 27 april 2003 in het MMA met een overwinning op Daniel Spek. Hij had die dag minder dan vier minuten nodig om zijn tegenstander technisch knock-out (TKO) te slaan. Vijf overwinningen en één gelijkspel later, leed hij op 28 februari 2005 voor het eerst een nederlaag. Petras Markevicius versloeg hem die dag door middel van een armklem. Daarna boekte hij weer zeven overwinningen op rij.

### PRIDE, Dream en Strikeforce
Met een staat van dienst van twaalf overwinningen in veertien partijen, debuteerde Mousasi op 4 juni 2006 bij PRIDE. Hij won die dag van Makoto Takimoto, die na ruim vijf minuten niet verder kon vanwege een gebroken oogkas. Deze partij gold als de eerste ronde in een toernooi om de PRIDE-titel in het weltergewicht. Mousasi verloor in de kwartfinale van Akihiro Gono. Hij ging opnieuw ten onder aan een armklem. Na een volgende overwinning op Hector Lombard (unanieme jurybeslissing), was zijn avontuur binnen PRIDE over.
Mousasi boekte van december 2006 tot en met maart 2008 zes overwinningen in partijen bij verschillende organisaties. Hij vocht op 29 april 2008 voor het eerst onder de vlag van de organisatie Dream. Hij won die dag middels verwurging (triangle choke) van Denis Kang. Deze wedstrijd was er een in de eerste ronde van een toernooi om de Dream-titel in het middengewicht. Mousasi versloeg vervolgens ook Dong Sik Yoon (unanieme jurybeslissing), Melvin Manhoef (verwurging) en Ronaldo Souza (KO) en werd zo de eerste Dream-kampioen middengewicht.
Mousasi won op 15 augustus 2009 in zijn eerste partij binnen de organisatie de Strikeforce-titel in het lichtzwaargewicht. Hij sloeg toen Renato Sobral in exact één minuut KO. Hij werd in april 2010 onttroond door Muhammed Lawal (unanieme jurybeslissing). Mousasi werd in 2010 Dream-kampioen in de lichtzwaargewicht. Hij verwurgde in de halve finale van een toernooi om de titel Jake O'Brien (standing guillotine choke) en in de finale Tatsuya Mizuno (rear-naked choke).

### UFC
Mousasi bleef tot en met 2013 actief binnen beide organisaties, waarna Dream failliet ging en Strikeforce werd opgekocht door de UFC. Hij maakte op 6 april 2013 zijn UFC-debuut met een overwinning op Ilir Latifi (unanieme jurybeslissing). In zijn volgende zes partijen won hij van Mark Muñoz, Dan Henderson en Costas Philippou en verloor hij van Lyoto Machida, Ronaldo Souza en Uriah Hall. Hij herpakte zich na deze wisselvallig reeks door daarna Thales Leites, Thiago Santos, Vitor Belfort en Chris Weidman te verslaan en revanche te nemen op Hall.

### Bellator
Mousasi verliet in 2017 de UFC en tekende een contract bij Bellator. Nadat hij hier Alexander Shlemenko versloeg, won hij op 25 mei 2018 de Bellator-titel in het middengewicht. Hij sloeg die dag regerend kampioen Rafael Carvalho in 3.35 minuten KO. Nadat hij deze titel verdedigde tegen Rory MacDonald (TKO), werd hij op 22 juni 2019 onttroond door Rafael Lovato Jr. (majority decision). Hij moest die dag voor de derde keer in zijn carrière vijf ronden van vijf minuten volmaken en zag voor de derde keer daarna de jury zijn tegenstander aanwijzen als winnaar.